# Neomicrus
Neomicrus is een kevergeslacht uit de familie van de boktorren (Cerambycidae). De wetenschappelijke naam van het geslacht werd voor het eerst geldig gepubliceerd in 1894 door Gahan.

## Soorten
Neomicrus is monotypisch en omvat slechts de volgende soort:
- Neomicrus walkeri Gahan, 1894